# 于垚辰
于 垚辰（ユウ・ヤオチェン、1995年8月19日 - ）は、中華人民共和国の男子バレーボール選手。中華人民共和国代表。

## 来歴
遼寧省鞍山市出身。母と叔父が元バレーボール選手の家庭に生まれる。
2005年、鞍山体育学校でバレーボールを始める。3年後、江蘇省鎮江市に移り、鎮江体育学校で本格的に指導を受ける。
2010年、15歳で江蘇省バレーボールチームのセカンドチームに入団。
2011年、ユース中国代表に選出され、第19回日・韓・中ジュニア交流競技会に出場し準優勝となった。
2012年、U18アジア選手権の準優勝に貢献し、ベストセッターに選出された。
2014年、U20アジア選手権で準優勝しベストセッターに選出。同年、江蘇省バレーボールチームのトップチームに昇格した。
2017年、中国代表に初選出。
2021年、アジア選手権に出場し、銅メダルを獲得した。
2022年10月、筑波大学大学院への留学のため来日。つくばユナイテッドSun GAIAへの入団が発表された。
2024年には選手・学業に加えて筑波大学女子バレーボール部コーチを務めた。
2025年4月、修士課程の修了と2024-25シーズン限りでの退団を発表。

## 球歴
- ユース中国代表
  - U18アジア選手権 - 2012年（銀メダル）
  - 東アジア競技大会 - 2013年（銅メダル）
  - U20アジア選手権 - 2014年（銀メダル）
  - U21世界選手権 - 2015年（銅メダル）

- 中国代表（2017年-）
  - アジア選手権 - 2021年（銅メダル）
  - ネーションズリーグ - 2022年
  - アジア競技大会 - 2023年（銀メダル）

## 受賞歴
- 2012年 - U18アジア選手権 ベストセッター
- 2014年 - U20アジア選手権 ベストセッター

## 所属チーム
- 江蘇男排（2014-2022年）
- つくばユナイテッドSun GAIA（2022-2025年）